# Huehuetenango
Huehuetenango er en by i den vestlige del af Guatemala med et indbyggertal (pr. 2002) på cirka 81.000. Byen er hovedstad i et departement af samme navn og blev grundlagt i 1524.
15°18′N 91°28′V / 15.300°N 91.467°V